# شرکت پوکمون
شرکت پوکمون (株式会社ポケモン، کابوشیکی گایشا پوکمون، Pokémon) شرکت بازی ویدئویی ژاپنی است که مسئول مدیریت برند، نشر، بازاریابی و لیسانس فرنچایز چندرسانه‌ای پوکمون که متشکل از نرم‌افزار بازی‌های ویدئویی، بازی کارتی، سریال‌های تلویزیونی انیمه، 
، مانگا، محصولات سرگرمی خانگی، کالاها و سایر سرمایه‌گذاری‌های مرتبط است.
این شرکت از طریق سرمایه‌گذاری مشترک توسط سه شرکت دارای حق تکثیر پوکمون شامل نینتندو، گیم فریک و کریچرز تأسیس شد. این شرکت در آوریل ۱۹۹۸ در ابتدا برای راه‌اندازی فروشگاه‌های پوکمون سنتر در ژاپن بنیان گذاشته شد و سپس در اکتبر ۲۰۰۰ به کل فرنچایز گسترش یافت و به نام فعلی خود تغییر نام داد. دفتر مرکزی این شرکت در روپونگی هیلز در روپونگی، میناتو-کو، توکیو قرار دارد.